# Rancenay
Rancenay é uma comuna francesa na região administrativa de Borgonha-Franco-Condado, no departamento de Doubs. Estende-se por uma área de 3,66 km². Em 2010 a comuna tinha 388 habitantes (densidade: 106 hab./km²).